# 邹太新
邹太新（1966年11月—），湖北天门人，中国共产党党员，前中国共产党洪湖市委员会书记，2015年2月2日，他因“严重违纪”遭到中国共产党中央纪律检查委员会的调查。

## 生平
1966年11月，邹太新出生在湖北省天门市。
1988年6月到1991年12月，邹太新在湖北省荆州地区东方红中学担任校团委副书记。1991年12月，邹太新调入共青团湖北省荆州地委工作，1994年6月，邹太新升职为该地的宣传部副部长。1994年10月，邹太新再度升职为荆州市委组织部部长。1996年3月，邹太新转任共青团荆州市委宣传部部长。2000年11月到2002年6月，邹太新出任共青团荆州市委副书记、党组成员、市青联副主席。2002年6月到2004年8月，邹太新担任共青团荆州市委副书记、党组副书记。
2004年8月，邹太新调入沙市区，担任沙市区委副书记、区委党校校长。2009年4月，邹太新出任沙市区委副书记、区长，2011年9月任期满。
2011年9月，邹太新升职为中共洪湖市委书记。

### 落马
2015年2月2日，他因“严重违纪”遭到中国共产党中央纪律检查委员会的调查，邓应军接替其担任该市市委书记。4月，邹太新被移送司法机关。8月3日，中国共产党湖北省委员会对邹太新作出开除公职、开除党籍处分。
2016年6月，荆门市人民检察院就邹太新案件依法向荆门市中级人民法院提起公诉。8月11日，荆门市中级人民法院开庭审理邹太新贪腐案件，邹太新就职期间收取贿赂人民币123.2万元、4.1万美元、4.1万元购物卡、劳力士女表一块和金条两根（共计折合人民币160多万元）。